# Mecometopus rondonianus
Mecometopus rondonianus är en skalbaggsart som beskrevs av Dilma Solange Napp och Monné 2006. Mecometopus rondonianus ingår i släktet Mecometopus och familjen långhorningar. Inga underarter finns listade i Catalogue of Life.